# Günter Guillaume
Pour les articles homonymes, voir Guillaume.

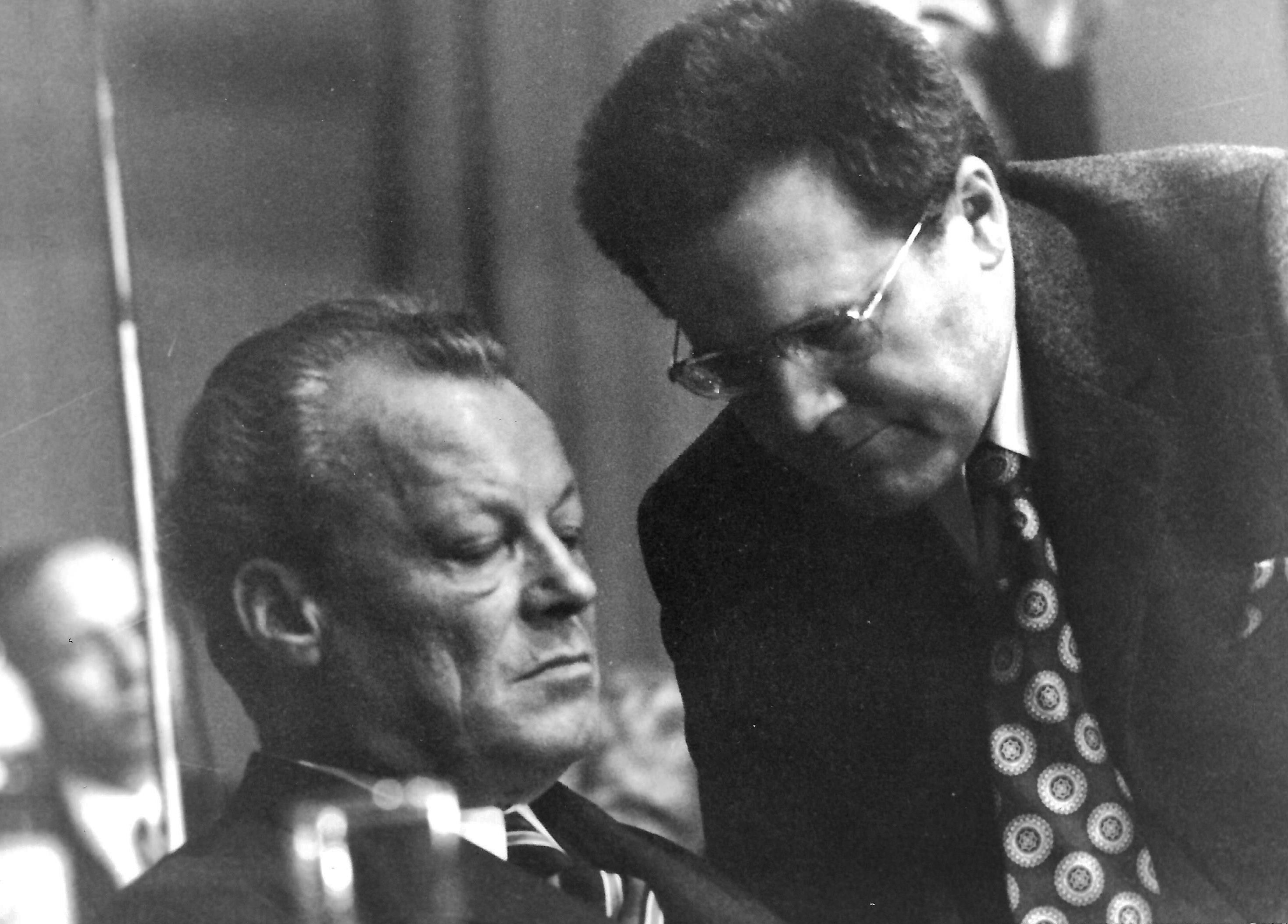
Guillaume penché sur Willy Brandt, 1972-1974.

Günter Guillaume (né le 1er février 1927 à Berlin et mort le 10 avril 1995 à Eggersdorf, à l'est de Berlin, sous le nom de Günter Bröhl) est un agent secret est-allemand (OibE,) infiltré au sein du bureau du chancelier fédéral de l'Allemagne de l'Ouest. Il a été démasqué en 1974, provoquant l'affaire d'espionnage la plus importante de l'histoire de la RFA : l’affaire Guillaume, qui a été une des causes de la démission du chancelier Willy Brandt, dont il était proche conseiller de 1972 à 1974.

## Enfance
Le 1er février 1927, Guillaume naît d'un père musicien à Berlin. Pendant la Seconde Guerre mondiale, il est Flakhelfer de 1944 à 1945. La Berliner Zeitung rapporte dans une interview de l'historien Götz Aly, que Guillaume a adhéré aux jeunesses hitlériennes en 1944, et est aussi devenu membre du parti national-socialiste. Quand il revient à Berlin en 1945, il travaille d'abord comme photographe.

## Recrutement par la Stasi et passage à l'Ouest
En 1950, Guillaume devient rédacteur aux Éditions Volk und Wissen à Berlin-Est. De 1950 à 1956, il est formé par la Stasi, qui l'a recruté pour le préparer à ses futures tâches d'espionnage en RFA. En 1951, il épouse la secrétaire Christel Boom, qui est également formée comme agent par la Stasi. De leur mariage, ils auront un fils, qui prendra le nom de sa mère, Pierre Boom. En 1952, Guillaume adhère au SED. En 1956, en mission pour la Stasi, ils déménagent vers Francfort-sur-le-Main, où ils gèrent le café Boom am Dom.

## Adhésion au SPD et espionnage à la chancellerie
En 1957, il adhère au SPD. Christel Guillaume est embauchée comme secrétaire au bureau de la section de Hesse-sud du SPD. À partir de 1964, Guillaume travaille officiellement au SPD, d'abord comme directeur de la sous-section du SPD de Francfort-sur-le-Main, puis, à partir de 1968, du groupe SPD du conseil municipal. La même année, il est élu au conseil municipal. En 1969, Guillaume dirige la campagne électorale du ministre fédéral des transports Georg Leber dans son fief électoral de Francfort, et montre à cette occasion son talent d'organisateur, qui rapporte au ministre un très grand nombre de nouvelles voix[réf. nécessaire]. Finalement, Guillaume demande au ministre s'il n'y aurait pas un poste pour lui à la chancellerie. Le ministre, très satisfait de Guillaume après cette élection, s'entremet pour présenter Guillaume au responsable des ressources humaines de la chancellerie, qui cherche des militants SPD fidèles pour remplacer les membres de l’opposition CDU. Ce responsable soumet le questionnaire d'embauche de routine au candidat. Il ne remarque pas le temps long (deux semaines) mis à remplir ce questionnaire, ni l'absence de toute attestation sur son parcours scolaire et professionnel.

### Une enquête pleine de manquements
Les détails sur l’enquête sont extraits en partie du rapport de la commission d'enquête parlementaire et de article de Der Spiegel. Le questionnaire de routine du conseiller à la sécurité de la chancellerie pose la question à plusieurs des agences responsables de la sécurité au sein du système administratif allemand, qui visiblement manquent de coordination : 
1. Guillaume est un fugitif de la RDA, il est passé par le centre d'accueil des fugitifs de Gießen. Il demande communication du dossier à cet organisme.
2. Il fait une demande de renseignements auprès du Service fédéral de renseignement (BND) à Passau via son antenne de Bonn.
3. Et il fait aussi une demande auprès du bureau spécial de l’Office fédéral de police criminelle (BKA) chargé des questions de sécurité au gouvernement.
4. Le fichier de l'office fédéral de protection de la constitution (BfV) à Cologne sera également consulté.

La première réponse vient de Gießen (1). Il ne remarque pas l’incohérence de dates entre le questionnaire et le dossier en ce qui concerne la demande d'asile de Guillaume : ce dernier est resté sans papiers quatre mois après son passage à l'ouest. Il y a aussi une incohérence entre les dates d'activité aux éditions Volk und Wissen : 1949-1955 sur le dossier de Gießen et 1951-1955 sur le questionnaire.
La deuxième réponse qu'il reçoit provient en télex de la préfecture de police de Berlin-ouest, questionnée par le bureau spécial du BKA (3). Elle conserve les archives du comité d'enquête de juristes pour la liberté. L'auteur du télex mentionne que « Le comité de juristes signale en novembre 1955 qu'un Günter Guillaume a travaillé dans la maison Volk und Wissen, et est soupçonné d'avoir eu des activités d'espionnage à Berlin-ouest et dans la RFA. Il serait passé à l'ouest en 1956. On peut supposer une identité de personnes. »
Le directeur des archives qui a écrit ce texte a fait un bref extrait du dossier, en composant des pièces diverses. Ceci est dû probablement à un oubli de son chef qui, en lui adressant la demande du bureau spécial, a oublié de le marquer de la croix signalant une importance spéciale. On aurait pu tout de suite remarquer qu'il s'agissait d'un texte abrégé et composite, puisqu'il signale le départ de Guillaume six mois après le rapport du comité de juristes. Le texte complet était bien plus incisif et accusatoire.
Deux jours après la réponse de Berlin, le conseiller à la sécurité reçoit celle de Bonn (2). D'après cette réponse, Guillaume aurait, pour le compte de Volk und Wissen, voyagé à l'ouest et pris des contacts avec le monde de l’édition, en vue de l’infiltrer. Surpris, le conseiller à la sécurité relance le bureau de Bonn pour lui demander si la source est fiable. La demande remonte à Pullach et la réponse revient : la source est fiable, elle travaillait dans la même entreprise. De plus en plus inquiet, le conseiller à la sécurité fait demander si les renseignements venant de Pullach et ceux venant de Berlin proviennent de sources indépendantes. Le bureaucrate recevant à nouveau une question ne la lit pas, et y note : déjà répondu par la voie hiérarchique. Aucune liaison n'est faite entre Pullach et Berlin au sujet de cette affaire.
Le conseiller à la sécurité, mal à l'aise, confie ses doutes au directeur de cabinet du chancelier. Ce dernier somme le chef du bureau des renseignements à Pullach de lui proposer des solutions. Grave bévue, parce que ce dernier ignore les informations en provenance de Berlin. Il propose : 
- de faire un interrogatoire serré de Guillaume
- de vérifier son cursus entre 1954 et 1956
- de retarder son recrutement à la chancellerie
- d'insister pour obtenir une réponse fouillée de l'office fédéral de protection de la constitution (4).

Ce qu'il ignore encore, c'est que ses subordonnés à Pullach se sont contentés de regarder la fiche "Guillaume" dans le fichier, mais qu'ils ont négligé de regarder la fiche de Volk und Wissen, mentionnant que cette firme cachait une école de correspondants et d'agents. Ils ont également négligé de consulter un vieux fichier sur microfilms, où Guillaume est signalé comme ayant été nommé membre de la société est-allemande d'amitié entre l'URSS et la RFA.
Malgré ces négligences, le directeur de cabinet de la chancellerie présente le dossier de Guillaume au Secrétaire d'État à la chancellerie, qui note : « Même si vous en avez une impression positive, il y a là un risque certain pour la sécurité. »
Le directeur de cabinet, début janvier 1970, convoque Guillaume en présence du conseiller à la sécurité et du chef du personnel pour un interrogatoire oral. Guillaume se défend avec beaucoup d'aplomb. Il devra compléter son questionnaire. Quelques jours après, il rend une version en contradiction avec ses explications précédentes. Il aurait démissionné de Volk und Wissen en 1955 et travaillé en journaliste libéral pour pouvoir préparer en toute indépendance sa fuite à l'ouest. Pour les spécialistes de l'espionnage, cette explication a déjà été utilisée de nombreuses fois pour camoufler les derniers mois d'entraînement intensif.
Le conseiller à la sécurité convoque le chef de la division V (protection du secret) du BfV (4). Il lui donne tout le dossier qu'il a réuni. Mais, comme les bureaucrates de Pullach, les fonctionnaires de Cologne négligent une règle fondamentale de leur métier. Le chef de la division V oublie d'informer la division IV (contre-espionnage), comme c'est la règle en cas de soupçon d'espionnage. Le résultat est qu'il ignore tous les cas connus par la division IV sur le rôle exact de Volk und Wissen.
Il se borne à consulter la division III (communisme), qui lui signale seulement que Volk und Wissen est un éditeur de livres scolaires. Les chefs du BfV ne sont pas mis au courant, contrairement à la règle pour les cas politiquement importants. Il essaie aussi de confirmer les renseignements issus des juristes indépendants (3), mais la demande retombe sur le bureaucrate qui a tronqué les informations.
Pendant ce temps-là, le directeur de cabinet redemande au ministre des transports, qui avait introduit Guillaume à la chancellerie, s'il est sûr de lui. L'autre lui répond qu'il en met sa main au feu.
Enfin, le 27 janvier, la réponse de Cologne arrive, avec quelques arrière-pensées. La conclusion prudente est que les recherches poussées ne permettent pas d'interdire l'accès aux documents jusqu'à "secret".
Le 28 janvier, Guillaume est embauché comme conseiller adjoint aux affaires sociales et syndicales. Il va rapidement monter en grade. En septembre, il est habilité pour les documents "très secrets". Le 1er juin 1973, il sera nommé conseiller au bureau du chancelier Willy Brandt. Chargé des relations avec le parti, dont Brandt est resté président, il est à ce titre chargé d'organiser l'agenda et la correspondance de Brandt, et est un des rares qui accompagnent Brandt dans sa vie privée et en vacances.

### La chute
Début mars 1973, un inspecteur de la division IV de l’office de protection de la constitution (BfV) étudie un nouveau cas de suspicion d'espionnage. Dans ce dossier, il tombe sur le nom de Guillaume, nom qu'il a déjà rencontré dans deux dossiers précédents. À la machine à café, il fait part de sa perplexité à un collègue, qui lui rappelle qu’ils ont déjà recherché sans succès dès la fin des années 1950 un certain G. ou Georg au sein du SPD. Serait-ce le même individu ? En fouillant dans le dossier de G, ils trouvent un message codé, qui a pu être décodé, et qui souhaite au 1/2/56 un bon anniversaire à Georg. Deux autres messages ont été décodés : bon anniversaire le 6/10/56 à « Chr. » et mi-avril 1957 bienvenue au « deuxième homme ». Ils demandent à la division III s'ils ont un dossier sur un certain Guillaume, et y découvrent avec surprise que Guillaume est né le 1/2/27, sa femme Christel le 6/10/27, et que leur fils Pierre est né le 8/4/57. En étudiant le dossier, ils constatent encore des ressemblances avec les dossiers qu'ils ont déjà eus entre les mains. À la demande de leur chef direct, ils font un rapport sur 20 pages, avec 30 points de suspicion possibles, et concluant que Guillaume a été introduit par l'espionnage de la RDA à la mi-56. Le chef étend ce rapport à 54 pages, et donne les deux versions au chef de la division du contre-espionnage. Celui-ci est convaincu par la démonstration, qui remonte la voie hiérarchique, cette fois jusqu'au président du BfV.
Les documents à leur disposition ne font pas état des nouvelles fonctions de Guillaume. Ils le prennent toujours pour un conseiller adjoint, bien que le Bild am Sonntag, édition dominicale du tabloïd Bild ait dépeint Guillaume le 20/5/73 comme conseiller personnel de Brandt, parmi les « éminences grises de Bonn ».
Ils ne jugent donc pas nécessaire de surveiller Guillaume de près, ni de pratiquer des écoutes. Ils conseillent seulement de surveiller sa femme Christel, qui pourrait jouer le rôle de courrier.
Néanmoins, le président du BfV demande un rendez-vous urgent avec le ministre fédéral de l’intérieur Hans-Dietrich Genscher. C'est le premier politicien de haut rang informé du problème. Mais il ne lui présente que deux des 30 arguments du contre-espionnage : coïncidence de dates et démission bien avant la fuite. Pourquoi ces hauts responsables ne veulent-ils pas faire face aux faits ? Sans doute rongés par un certain sentiment de responsabilité pour toutes les erreurs commises précédemment.
Contre l'avis du président du BfV, le ministre de l’intérieur se dépêche cependant de mettre le chancelier au courant, en lui signalant seulement l'indice de la coïncidence de dates. Brandt lui dit alors qu'il a invité Guillaume à l'accompagner en vacances en Norvège. Après avis du président du BfV, le ministre de l’intérieur lui dit qu'il n'y voit pas d'inconvénient. Et pourtant, pendant ces vacances, Guillaume, toujours non surveillé, aura l'occasion de voir (et de photographier) une lettre du président des États-Unis Nixon à Brandt sur les problèmes nucléaires, ainsi que bien d'autres documents, qu'il microfilme et fait passer par sa femme à une correspondante, Anita, à Bonn au mois d'août. En se passant les documents, les deux femmes remarquent qu'elles sont observées et photographiées. Anita se dépêche de se débarrasser des documents compromettants en les jetant à l'égout dès qu'elle se sait seule.
D'atermoiements en atermoiements, le temps s'écoule jusqu'à début mars 1974. Le rapport du président du BfV est si minable que le procureur général de RFA refuse de délivrer un mandat d'arrêt sur cette seule base. Cependant, on décide de resserrer la surveillance de Guillaume, qui part en vacances sur la Côte d'Azur en avril, entouré d'un grand déploiement d'observateurs. Au retour, les responsables de la surveillance, bien que n’ayant rien remarqué, observent que Guillaume serait bien capable de déceler qu'il est surveillé, et de prendre le large au plus tôt. Sur cet argument, le procureur général délivre enfin un mandat d'arrêt pour suspicion d'espionnage.
L'arrestation a lieu enfin le 24 avril 1974, plus d'un an après le rapport en 30 points de la division du contre-espionnage. Pompeusement, Guillaume déclare : « Je suis officier de l'armée populaire de RDA et collaborateur de la Stasi. Je vous demande de respecter mon honneur d'officier. » Ultérieurement, Guillaume refusera de parler pendant tout le procès.

## Jugement, condamnation et expulsion du couple Guillaume

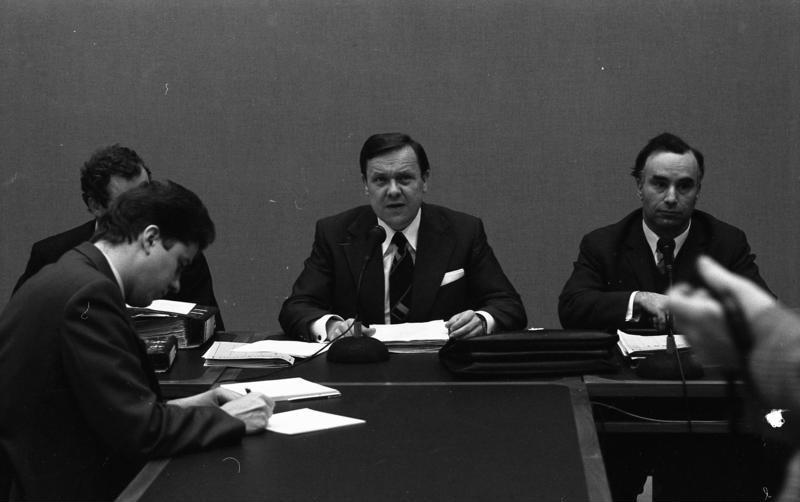
Une séance de la commission d'enquête parlementaire sur le cas Guillaume. Au centre, son président Walter Wallmann.

L'aveu de Guillaume était un point important et valable du point de vue juridique, qui l’incriminait, alors que jusqu'alors, les 30 éléments de preuve étaient relativement ténus. Une perquisition permit de constater que des informations, des photos et des films compromettants avaient été collectés, tirés et tournés par Günter Guillaume, notamment sur des aspects peu connus de la vie privée du chancelier : consommation d'alcool et liaisons avec des femmes que lui amenait Guillaume. Cette documentation aurait pu mettre le chancelier allemand à la merci d'un chantage.
La révélation de son rôle d'espion provocateur forma le début de ce que l'on appela l'« affaire Guillaume ». Elle déclencha en RFA une crise politique interne retentissante, qui aboutit à la démission de Willy Brandt du poste de chancelier le 7 mai 1974. Le 6 juin, le Bundestag décida, à la demande de l’opposition, la création d'une commission d'enquête parlementaire pour éclaircir cette affaire, qui a mis en lumière les sérieuses insuffisances dans le recrutement et la surveillance par les autorités chargées de la sécurité.
Selon Markus Wolf, ancien patron du service d'espionnage de la RDA, la chute de Brandt n'était absolument pas prévue et la Stasi y a vu une gaffe monumentale. L'Ostpolitik du chancelier Brandt était en effet plutôt favorable aux intérêts de la RDA.
En décembre 1975, Günter Guillaume était condamné à treize ans de prison pour trahison, et sa femme à huit ans de détention.
En 1981, dans le cadre d'un échange d'agents, le couple Guillaume est libéré et revient en RDA, où il est officiellement fêté comme « artisans de la paix ». Les deux époux reçoivent l'ordre de Karl-Marx ; Günter Guillaume est promu colonel dans la Stasi, sa femme Christel lieutenant-colonel. Désormais, Günter Guillaume est invité de marque aux stages où l'on forme les agents de la Stasi. Le 28 janvier 1985, l'université du Ministère de la sécurité d'État confère à Guillaume le titre de Docteur en Droit honoris causa en « Reconnaissance de ses services spéciaux pour la sécurisation de la paix et le renforcement de la RDA… ».

## Divorce du couple Guillaume, remariage et décès
En raison d'une liaison entamée par Günter le jour même de son retour en RDA avec une infirmière travaillant aussi pour la Stasi, Elke Bröhl, Christel Guillaume obtient le divorce le 16 décembre 1981. En 1986, Günter Guillaume épouse Elke Bröhl, environ quinze ans plus jeune que lui, et dont il adopte officiellement le nom de famille pour le reste de ses jours. En 1986 et 1988, il publie ses Mémoires : Die Aussage (Témoignage). Il meurt le 10 avril 1995 d'un cancer du rein métastatique, à Petershagen/Eggersdorf, près de Berlin, sous le nom de Günter Bröhl.
L'ex-femme de Günter Guillaume meurt sous le nom de Christel Boom le 20 mars 2004 d'une maladie cardiaque.

## Émigration du fils Pierre en RFA
Le fils du couple Guillaume, Pierre (*1957), après l’emprisonnement de ses parents, en 1975, revient en RDA, où il suit une formation de journaliste-photographe. En 1988, il demande une autorisation de sortie, et en profite pour se réfugier avec sa famille en RFA. Comme la Stasi ne veut pas autoriser sa sortie sous le nom de Guillaume, il prend le nom de famille de sa mère, et s'appelle désormais Pierre Boom. En 2004, il publiera ses mémoires sous le titre « Der fremde Vater (Le père étranger) ».